# Решітки (Канівський район)
Решітки — колишнє село, входило до складу Канівського району Черкаської області. Зникло у зв'язку із затопленням Канівським водосховищем.

## З історії
Вперше село Решітки згадуються в люстрації 1622 р. Канівського староства: "Wsi za Dnieprem. Nadto za Dnieprem: po Rreszotkach, Stepanczyce oraz dalej Hruszyn, nie Kruszyn" \ "Села за Дніпром. Решітки, Степанці далі Грищин, не Крищун". 
В люстрації Канівського староства 1631-1633 рр. згадуються села, які козаки тримають за Дніпром: Пекарське, Степанчиці, Решотки, Біркозово, Вергуни, Чабанівка, Костенець, Тростенець, Гришин, Райтків, Селище. У цих селах є 12 послушних підданих. Дають чинш по 25 гр. колодки по 15 гр., що складає 16 зл. Козаків є 64. 
У 1646 р. с. Решітки надані в посесію Адаму Радлинському.
На карті Гійома де Боплана 1650 р. позначене як: Rzejzetki
За Гетьманщини Решітки входили до складу Ліплявської сотні Переяславського полку.
26 липня 1662 р. на Канівському Лівобережжі, в районі села Решітки, відбулася жорстока битва між лівобережними козаками та їх союзниками московитами на чолі з Якимом Сомком та правобережними козаками із ляхами на чолі з Юрієм Хмельницьким.
З ліквідацією сотенного устрою село перейшло до складу Золотоніського повіту Київського намісництва.
За описом Київського намісництва 1781 року в Решітках було 25 хат. За описом 1787 року в селі проживало 105 душ. Було у володінні козаків і власника — полковника Луки Лукашевича.
За радянського часу Решітки входили до Ліплявської сільської ради.
У 1970-х роках село було затоплено водами Канівського водосховища.

## Персоналії
У Решітках народились:
- Корженевський Микола Іванович (1889—1925) — керівник Зазейського повстання козаків і селян проти радянської влади, що відбулось у Благовіщенському повіті Амурської області.[3]